# Отто Нойманн
Отто Готтліб Вільгельм Нойманн (нім. Otto Gottlieb Wilhelm Neumann; 6 вересня 1884, замок Остероде, Східна Пруссія — 26 листопада 1969) — німецький військовий юрист, генерал-штабссуддя вермахту (1 травня 1944).

## Біографія
Старший брат генерал-лейтенанта Фрідріха-Вільгельма Нойманна. В 1903-09 роках вивчав право в Кенігсберзькому університеті, після чого вступив у Імперську армію. Учасник Першої світової війни, радник військового суду. Після війни в 1918 році вступив у Імперське фінансове міністерство. В 1922 році здобув ступінь доктора права в університеті Бреслау. З 1 жовтня 1936 року — верховний суддя сухопутних військ, одночасно в 1937 році призначений головою системи армійського права і начальником відділу армійського права Загального управління сухопутних військ (Головнокомандування Вермахту «Резерв»). В 1938 році організував трибунал для солдатів, які брали участь у подіях Кришталевої ночі. З 1 жовтня 1942 року — президент 1-го сенату Імперського військового суду. Після того, як 1 травня 1944 року військові судді втратили свій офіційний статус і стали «офіцерами спеціальної служби», Нойманн не втратив звання, поки, за словами Вільгельма Кейтеля, «не став перешкодою» і не був звільнений у відставку.

## Нагороди
- Залізний хрест 2-го і 1-го класу
- Нагрудний знак «За поранення» в чорному
- Пам'ятна військова медаль (Угорщина) з мечами
- Пам'ятна військова медаль (Австрія) з мечами
- Почесний хрест ветерана війни з мечами
- Медаль «За вислугу років у Вермахті» 4-го, 3-го, 2-го і 1-го класу (25 років)
- Медаль «У пам'ять 13 березня 1938 року»
- Медаль «У пам'ять 1 жовтня 1938» із застібкою «Празький град»
- Хрест Воєнних заслуг 2-го і 1-го класу з мечами
- Орден Святої Корони, командорський хрест 1-го класу з військовою відзнакою і мечами (Угорщина; 20 вересня 1943)
- Румунський орден (1943)

## Посислання
- Біографічні дані і фотографія.